# Josef Schewe
Josef Schewe (* 26. März 1921 in Hamburg; † 26. August 1978 in Osnabrück) war ein deutscher römisch-katholischer Theologe.

## Leben
Von 1940 bis 1947 studierte er an der PTH Sankt Georgen. Er wurde am 30. November 1949 in Osnabrück zum Priester geweiht. Er wurde 1949 Vikar an St. Marien (Eutin). In Quickborn übernahm er 1951 eine Vertretung. 1952 wurde er Kaplan an St. Marien (Wedel). 1952 wurde er Kaplan an Mariä Himmelfahrt (Elmshorn). 1954 wurde er Kaplan an St. Answer in Ratzeburg. 1955 wurde er Pastor an St. Marien (Gelting). An der Christian-Albrechts-Universität zu Kiel wurde er 1958 mit der Dissertation Unserer Lieben Frauen Kindbett. Ikonographische Studien zur Marienminne des Mittelalters zum Dr. phil. promoviert. 1959 wurde er Kaplan in Iburg. 1961 wurde er Pastor an Dreieinigkeit in Kiel. Im Müttererholungsheim Bad Iburg wurde er 1968 Rektor und Hausgeistlicher. 1968 wurde er Pastor an der Pfarrkirche zur Schmerzhaften Mutter in Icker. 1971 wurde er Pfarrer an St. Laurentius in Schledehausen. 1977 wurde er Domvikar an St. Peter (Osnabrück). Ab 1972 leitete er das Diözesanmuseums und war Diözesandenkmalpfleger. Er saß seit 1977 der Unterkommission für Fragen der kirchlichen Kunst vor.

## Schriften (Auswahl)
- Gotische Altäre in Holz und Stein aus dem alten Bistum Osnabrück (= Osnabrücker Geschichtsquellen und Forschungen. Band 14). Wenner, Osnabrück 1970, OCLC 925585864.
- Die Kirchen Alt-Iburgs. Osnabrück 1976, OCLC 256033428.
- Der Dom zu Osnabrück (= Kleine Kunstführer. Band 1119). Schnell & Steiner, München 1977, OCLC 163545513. (mehrere Neuauflagen)
- Aus dem Domschatz Osnabrück. Verl. Schlüsselbuchh. Esch, Osnabrück 1977, OCLC 920904184.